# Lucy Mercer

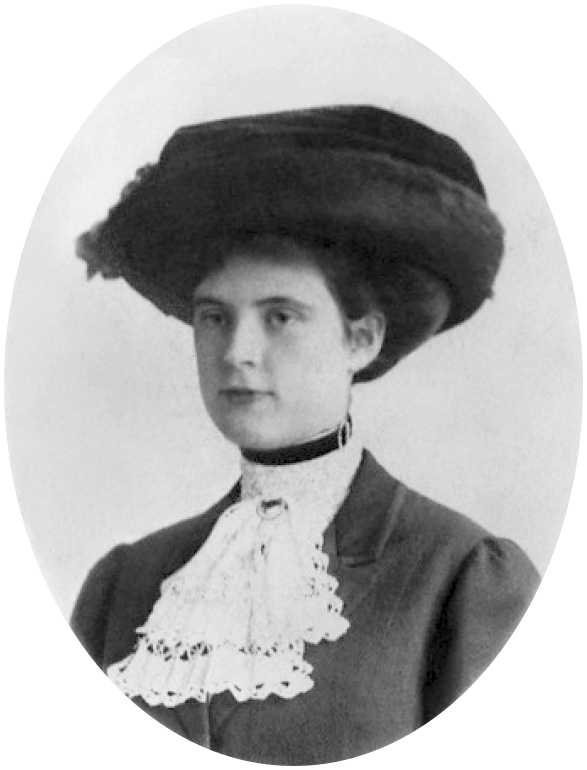
Porträt von Lucy Mercer, um 1913

Lucy Page Mercer (* 26. April 1891 in Washington, D.C.; † 31. Juli 1948 in New York City) war die Privatsekretärin von Eleanor Roosevelt und langjährige Geliebte des US-amerikanischen Präsidenten Franklin D. Roosevelt.

## Leben
Lucy Page Mercer entstammte einer prominenten Familie aus Maryland. 1913 fing die 22-jährige und attraktive Mercer als Sekretärin bei Eleanor Roosevelt, Ehefrau des damaligen New Yorker Staatssenators Franklin D. Roosevelt, an und wurde in deren Freundeskreis mit eingereiht. Während Eleanor andernorts war, machte deren Ehemann ihr den Hof. Deren enges Verhältnis fand ein jähes Ende, als Franklin sich von einer doppelten Lungenentzündung erholte und Eleanor im September 1918 die Liebesbriefe von Mercer aus seinem privaten Briefwechsel vorfand. Nach dreizehn Jahren Ehe bot Eleanor Franklin die Scheidung an; um seine Karriere nicht aufs Spiel zu setzen, lehnte Franklin jedoch ab. Eleanor bestand darauf, dass Franklin seine Geliebte aufgab. Er versprach es ihr, sah sie jedoch hinter ihrem Rücken bis zu seinem Tode im Frühjahr 1945. Mercer hatte die Stellung bei Eleanor verlassen und arbeitete nun als Assistentin bei der United States Navy; ein Arbeitsplatz, den ihr Franklin als damaliger Staatssekretär im Marineministerium verschafft hatte. Als Eingeweihte der Liaison fungierte auch Eleanors Cousine Alice, indem sie die beiden öfter zum Abendessen zu sich nach Hause einlud. Im Jahre 1920 heiratete Lucy Mercer in Washington den wohlhabenden Witwer Winthrop Rutherfurd. Nach dem Tod ihres Mannes im Jahr 1944 trafen Franklin, seit 1933 Präsident, und Rutherfurd sich wieder regelmäßig in Washington, sogar im Weißen Haus, wenn Eleanor auf Grund ihrer politischen Aktivitäten unterwegs war. Lucy Rutherfurd war auch an Franklins Seite, als dieser im April 1945 in seinem Landhaus in Warm Springs, Georgia, starb.
Lucy Rutherfurd starb im Jahre 1948 an den Folgen einer Leukämie-Erkrankung und wurde auf dem Friedhof von Green Township, New Jersey, bestattet.